# Yaroslavite
La yaroslavite è un minerale.